# 에스타디 마요르카 손 모시
에스타디 데 손 모시(카탈루냐어: Estadi de Son Moix)는 스페인 마요르카 섬의 팔마에 위치한 축구 경기장이다. 지역 클럽인 RCD 마요르카의 홈 구장이다.
2010년부터 2016년까지 스폰서십을 이유로 이베로스타르 에스타디(카탈루냐어: Iberostar Estadi)로 불렸으며, 2006년부터 2010년까지는 오노 에스타디(카탈루냐어: Ono Estadi)로 불렸다.